# Petvar Heights
Die Petvar Heights (bulgarisch Петварски възвишения Petwarski waswischenija) sind ein im Mount Mullen bis zu 2400 m hohes, in der Aufsicht ovales und 21 km langes Gebirge im westantarktischen Ellsworthland. Im südöstlichen Teil der Sentinel Range im Ellsworthgebirge liegt es nordöstlich des Wessbecher-Gletschers, östlich des Kassilag-Passes sowie südöstlich und südlich des Kornicker-Gletschers.
US-amerikanische Wissenschaftler kartierten das Gebirge 1988. Die bulgarische Kommission für Antarktische Geographische Namen benannte es 2011 nach der Ortschaft Petwar im Süden Bulgariens.